# Старовірівська сільська територіальна громада
Старовірівська сільська об'єднана територіальна громада — об'єднана територіальна громада в Україні, в Берестинському районі Харківської області. Адміністративний центр — село Старовірівка. До реформи 2020 року належала до Нововодолазького району.
Утворена 28 вересня 2017 року шляхом об'єднання Караванської, Мелихівської та Старовірівської сільських рад Нововодолазького району.
17 липня 2020 року, в результаті адміністративно-територіальної реформи та ліквідації Нововодолазького району, колишня територія громади повністю увійшла до складу Красноградського (Берестинського) району

## Населені пункти
До складу громади входять 1 селище (Палатки) і 21 сіл: Білоусівка, Винники, Гаврилівка, Дегтярка, Дячківка, Завадівка, Караван, Клинове, Литовки, Ляшівка, Миколаївка, Москальцівка, Муравлинка, Охоче, Парасковія, Печіївка, Раківка, Слобожанське, Станичне, Старовірівка та Червона Поляна.